# Campeonato Europeo de Rugby League 1980
El Campeonato Europeo de Rugby League de 1980 fue la vigésimo primera edición del principal torneo europeo de Rugby League.

## Equipos
- Francia
- Gales
- Inglaterra

## Posiciones
| Equipo     | Encuentros | Encuentros | Encuentros | Encuentros | Tantos  | Tantos    | Tantos     | Puntos |
| Equipo     | jugados    | ganados    | empatados  | perdidos   | a favor | en contra | diferencia | Puntos |
| ---------- | ---------- | ---------- | ---------- | ---------- | ------- | --------- | ---------- | ------ |
| Inglaterra | 2          | 2          | 0          | 0          | 30      | 11        | +19        | 4      |
| Francia    | 2          | 1          | 0          | 1          | 23      | 11        | +12        | 2      |
| Gales      | 2          | 0          | 0          | 2          | 16      | 47        | -31        | 0      |

Nota: Se otorgan 2 puntos al equipo que gane un partido, 1 al que empate y 0 al que pierda.
|  | Campeón |

## Resultados
| 26 de enero | Gales | 7 - 21 | Francia |  |  |

| 29 de febrero | Inglaterra | 26 - 9 | Gales |  |  |

| 24 de marzo | Francia | 2 - 4 | Inglaterra |  |  |

| Bandera de Inglaterra |
| Campeón Inglaterra    |
| Undécimo título       |